# Звертов
Звертов (укр. Звертів) — село в Куликовской поселковой общине Львовского района Львовской области Украины.
Население по переписи 2001 года составляло 441 человек. Занимает площадь 11,20 км². Почтовый индекс — 80374. Телефонный код — 3252.